# ولی‌الله احمدی زادسرای
ولی‌الله احمدی زادسرای (زادهٔ ۱۳۳۶ در تبریز) نمایندهٔ حوزهٔ انتخابیهٔ اهر و هریس در دورهٔ پنجم مجلس شورای اسلامی بوده‌است. وی پیش‌تر در دورهٔ چهارم نیز عضو این مجلس بود.